# Chancelade
 Chancelade  (en occitano Chancelada) es una población y comuna francesa, situada en la región de Aquitania, departamento de Dordoña, en el distrito de Périgueux y cantón de Périgueux-Ouest.

## Demografía
| 1780 | 2002 | 2420 | 3297 | 3718 | 3865 |
| Para los censos de 1962 a 1999 la población legal corresponde a la población sin duplicidades (Fuente: INSEE [Consultar]) |      |      |      |      |      |